# 赤池弘次
赤池 弘次（あかいけ ひろつぐ、1927年11月5日 - 2009年8月4日）は、日本の数理統計学者。1970年代に確立した赤池情報量規準(AIC)で知られる。統計数理研究所第8代所長。2006年京都賞受賞者（基礎科学部門）。

## 経歴
出生から修学期
1927年、現在の静岡県富士宮市にて生まれた。1945年、海軍兵学校（75期）を卒業し、第一高等学校に入学。1948年、第一高等学校を卒業。同年4月に東京大学理学部数学科に入学し、数学を専攻した。1952年、東京大学理学部数学科を卒業。
統計数理研究所時代
卒業後は、1952年4月より統計数理研究所に入った(文部技官)。1961年、学位論文『間隔過程の統計的管理について』を東京大学に提出して理学博士号を取得。1962年より統計数理研究所第一研究部第二研究室長、1973年より同研究所第五研究部長、1985年より同研究所予測制御研究系研究主幹を務めた。1986年、統計数理研究所所長に就任。1994年、任期満了により所長を退任、また、総合研究大学院大学名誉教授となった。
学界においては、1988年に日本学術会議会員に選出された(1991年まで)。1989年より日本統計学会会長を務め、IEEEフェローにも選出された。2009年：8月4日午前6時頃死去。

## 受賞・栄典
受賞
- 1972年：石川賞（日本科学技術連盟）
- 1980年：大河内記念技術賞（大河内記念財団）
- 1989年：1988年度朝日賞[6]
- 1996年：第1回日本統計学会賞
- 2006年：京都賞基礎科学部門

栄典
- 1989年：紫綬褒章
- 2000年：勲二等瑞宝章

## 研究内容・業績
1960年代までに携わった時系列解析、因子分析で得た知見をもとに、モデル選択のための一般的な手法である赤池情報量規準(AIC)を発表した。この手法はその後、モデル選択の標準的な手法として広く用いられるとともに、ベイジアンの枠組みへの拡張など多数の理論的発展を生んだ。1974年の赤池の論文 "A new look at the statistical model identification" は工学・技術分野でもっとも多く引用される文献のひとつに数えられる。
1972年の著書『ダイナミックシステムの統計的解析と制御』において統計モデルに基づくシステム同定とシステム制御の方式を提案し、PID制御に代わる現代制御論の実用化の道を開いた。この方式は、セメントのロータリーキルンや火力発電所の最適制御など、産業界の様々なシステムの効率化を導いた。

### 顕彰

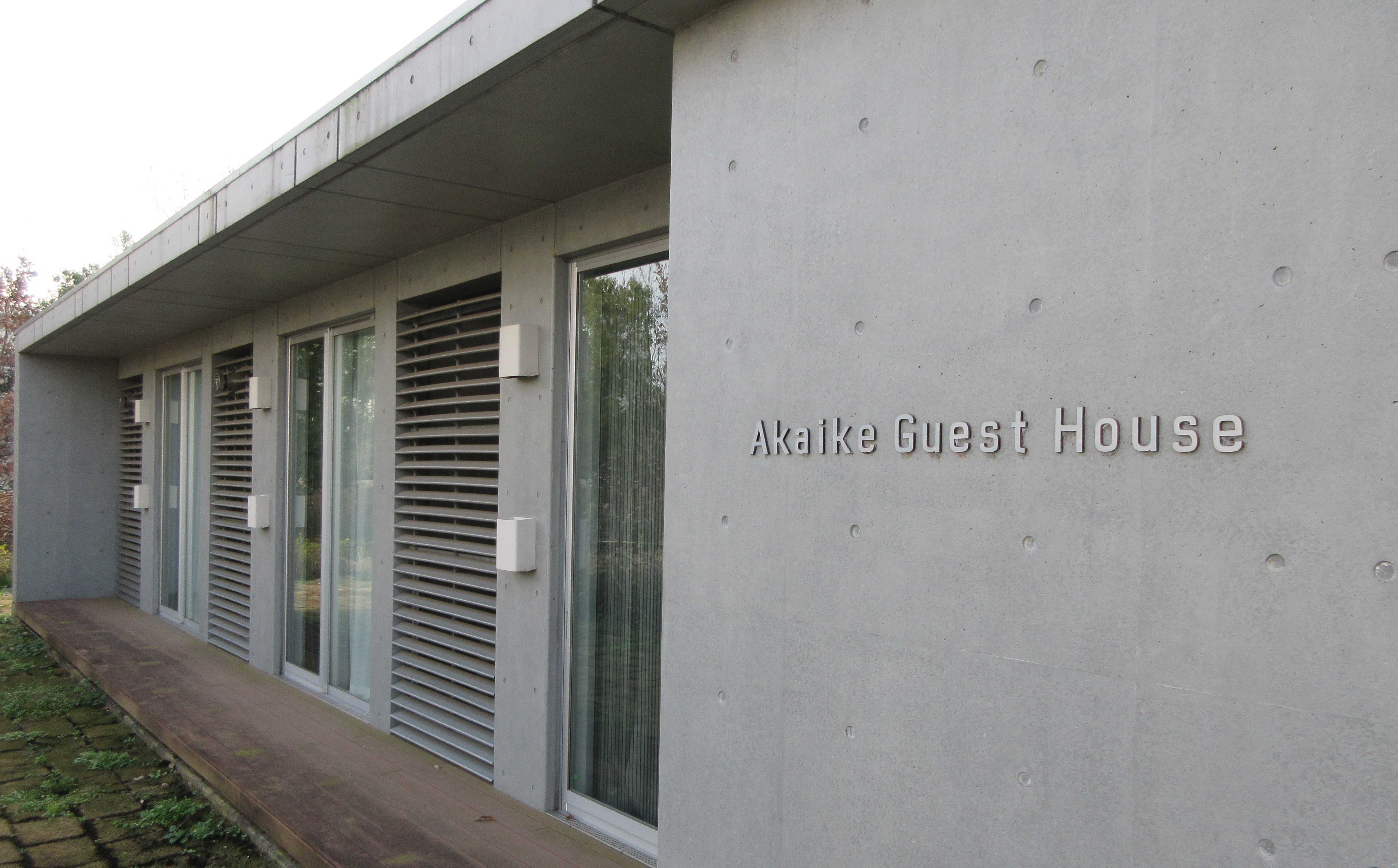
Akaike Guest House
- 2010年：情報・システム研究機構が東京都立川市の国立極地研究所及び統計数理研究所敷地内に建設した共同研究者等のための長期滞在型施設が赤池にちなみ「Akaike Guest House」と命名された。

## 著書と論文
- Akaike, Hirotugu (1974). “A new look at the statistical model identification”. IEEE Transaction on Automatic Control 19 (6):  716-723. doi:10.1109/TAC.1974.1100705.
- 赤池弘次、中川東一郎『ダイナミックシステムの統計的解析と制御』サイエンス社、1972年4月。ISBN 4781902537。
  - 新版：赤池弘次、中川東一郎『ダイナミックシステムの統計的解析と制御』サイエンス社、2000年12月。ISBN 4781909728。
  - 英訳：Akaike, Hirotugu; Nakagawa,Toichiro (1988). Statistical analysis and control of dynamic systems. ISBN 90-277-2786-4
- Parzen, Emanuel; Tanabe, Kunio; Kitagawa, Genshiro, eds. (1998), Selected papers of Hirotugu Akaike, New York: Springer, ISBN 978-0387983554
- Findley, David F.; Parzen, Emanuel (1995). “A Conversation with Hirotugu Akaike”. Statistical Science (Institute of Mathematical Science) 10 (1):  104-117. doi:10.1214/ss/1177010133.